# Nathan McIver
Nathan McIver (né le 6 janvier 1985 à Summerside dans la province de l'Île-du-Prince-Édouard au Canada) est un joueur professionnel canadien de hockey sur glace qui joue au poste de défenseur pour les Islanders de New York de la Ligue nationale de hockey (LNH). Il a joué son hockey Junior-Majeur dans la Ligue de hockey de l'Ontario (LHO) où il fut repêché au 254e rang par les Canucks de Vancouver en 2003. McIver a joué dans la Ligue nationale de hockey (LNH) avec les Canucks et brièvement pour les Ducks d'Anaheim.

## Carrière
Choisi en deuxième ronde du repêchage de priorité de la LHO, McIver a joué trois saisons pour les St. Michael's Majors de Toronto s'établissant comme un défenseur casanier. Dans sa troisième et dernière saison avec Toronto, il eut 26 points et fut sur la troisième équipe d'étoiles de la LHO.
Réclamé au Repêchage d'entrée dans la LNH 2003, 254e au total, par les Canucks de Vancouver, il a fait ses débuts professionnels dans la LAH en 2005–06 avec le Moose du Manitoba.  Durant sa saison dans la LAH, McIver fit ses débuts dans la LNH avec les Canucks, appelé en raison de nombreuses blessures aux Canucks. Avec d'autres blessures à la ligne bleue des Canucks en 2007–08, McIver jouait de plus en plus pour Vancouver, jouant pour 17 parties.
Durant la pré-saison 2008–09, McIver fut assigné au Moose.  Néanmoins, il devait passer les exemptions, McIver fut réclamé par les Ducks d'Anaheim. Débutant avec les Ducks le 14 octobre 2008, il eut son premier point dans la LNH, une passe dans une partie contre les Kings de Los Angeles. Il a joué 18 parties pour les Ducks, avant d'être échangé aux Canucks en échange de l'ailier droit Mike Brown, le 4 février 2009. De retour dans l'organisation des Canucks, McIver a retourné au Moose de Manitoba pour finir la saison. Devenant un agent libre durant la saison morte, il fut signé de nouveau par les Canucks à un contrat à deux volets d'un an, d'une valeur de 577 000$ au niveau de la LNH et 95 000$ dans les ligues mineures.
Le 3 juillet 2010, McIver quitte les Canucks et signe un contrat à deux volets pour une période de deux ans comme agent libre avec les Bruins de Boston.
Il part en Écosse en 2015-2016 en signant un contrat avec le Braehead Clan dans l'EIHL.

## Statistiques
| Saison     | Équipe                          | Ligue      |    | Saison régulière | Saison régulière | Saison régulière | Saison régulière | Saison régulière | Saison régulière |   | Séries éliminatoires | Séries éliminatoires | Séries éliminatoires | Séries éliminatoires | Séries éliminatoires | Séries éliminatoires |
| Saison     | Équipe                          | Ligue      | PJ | B                | A                | Pts              | Pun              | +/-              | PJ               | B | A                    | Pts                  | Pun                  | +/-                  |                      |                      |
| 2001–2002  | Western Capitals de Summerside  | LMHJA      | 47 | 4                | 4                | 8                | 91               |                  |                  |   |                      |                      |                      |                      |                      |                      |
| 2002–2003  | St. Michael's Majors de Toronto | LHO        | 68 | 5                | 10               | 15               | 121              | +5               | 19               | 0 | 4                    | 4                    | 41                   | -2                   |                      |                      |
| 2003–2004  | Toronto St. Michael's Majors    | LHO        | 57 | 4                | 11               | 15               | 183              | +1               | 16               | 0 | 1                    | 1                    | 22                   | -1                   |                      |                      |
| 2004–2005  | Toronto St. Michael's Majors    | LHO        | 67 | 4                | 22               | 26               | 160              | -1               | 3                | 0 | 1                    | 1                    | 13                   |                      |                      |                      |
| 2005–2006  | Moose du Manitoba               | LAH        | 66 | 1                | 6                | 7                | 155              | +18              | 12               | 0 | 0                    | 0                    | 28                   | -2                   |                      |                      |
| 2006-2007  | Moose du Manitoba               | LAH        | 63 | 1                | 2                | 3                | 139              | -1               | 2                | 0 | 0                    | 0                    | 0                    |                      |                      |                      |
| 2006-2007  | Canucks de Vancouver            | LNH        | 1  | 0                | 0                | 0                | 7                | -3               |                  |   |                      |                      |                      |                      |                      |                      |
| 2007-2008  | Moose du Manitoba               | LAH        | 43 | 3                | 3                | 6                | 108              | +12              | 6                | 0 | 1                    | 1                    | 11                   | +1                   |                      |                      |
| 2007-2008  | Canucks de Vancouver            | LNH        | 17 | 0                | 0                | 0                | 52               | -8               |                  |   |                      |                      |                      |                      |                      |                      |
| 2008-2009  | Ducks d'Anaheim                 | LNH        | 18 | 0                | 1                | 1                | 36               | +2               |                  |   |                      |                      |                      |                      |                      |                      |
| 2008-2009  | Moose du Manitoba               | LAH        | 28 | 0                | 2                | 2                | 59               | +1               | 10               | 0 | 0                    | 0                    | 10                   | -3                   |                      |                      |
| 2009-2010  | Moose du Manitoba               | LAH        | 44 | 1                | 4                | 5                | 109              | -7               |                  |   |                      |                      |                      |                      |                      |                      |
| 2010-2011  | Bruins de Providence            | LAH        | 60 | 0                | 0                | 3                | 176              | -16              |                  |   |                      |                      |                      |                      |                      |                      |
| 2011-2012  | Bruins de Providence            | LAH        | 41 | 1                | 0                | 1                | 68               | +5               |                  |   |                      |                      |                      |                      |                      |                      |
| 2012-2013  | Sound Tigers de Bridgeport      | LAH        | 62 | 1                | 4                | 5                | 287              | -9               |                  |   |                      |                      |                      |                      |                      |                      |
| 2013-2014  | Bulldogs de Hamilton            | LAH        | 40 | 0                | 3                | 3                | 111              | -6               |                  |   |                      |                      |                      |                      |                      |                      |
| 2014-2015  | Admirals de Norfolk             | LAH        | 61 | 2                | 1                | 3                | 174              | -10              |                  |   |                      |                      |                      |                      |                      |                      |
| 2015-2016  | Braehead Clan                   | EIHL       | 51 | 3                | 6                | 9                | 112              |                  | 2                | 0 | 0                    | 0                    | 6                    |                      |                      |                      |
| Totaux LNH | Totaux LNH                      | Totaux LNH | 36 | 0                | 1                | 1                | 95               |                  |                  |   |                      |                      |                      |                      |                      |                      |

## Trophées et honneurs personnels
- LHO - Troisième équipe d'étoiles : 2005

## Transactions
- 21 juin 2003 : repêché au 254e rang par les Canucks de Vancouver Canucks au Repêchage d'entrée dans la LNH 2003.
- 4 février 2009 : échangé par les Ducks d'Anaheim au Canucks de Vancouver pour Mike Brown.
- 1er septembre 2009 : signe avec les Canucks de Vancouver à un contrat à deux volets d'un an d'une valeur de 577 000$.
- 3 juillet 2010 : signe comme agent libre avec les Bruins de Boston à un contrat à deux volets.